# Locri
Locri is een gemeente in de Italiaanse provincie Reggio Calabria (regio Calabrië) en telt 13.038 inwoners (31-12-2004). De oppervlakte bedraagt 25,6 km2, de bevolkingsdichtheid is 523 inwoners per km2.
De volgende frazioni maken deel uit van de gemeente: Moschetta, San Fili, Baldari.

## Demografie
Locri telt ongeveer 4414 huishoudens. Het aantal inwoners steeg in de periode 1991-2001 met 2,7% volgens cijfers uit de tienjaarlijkse volkstellingen van ISTAT.
| Jaar | Inwoneraantal |
| ---- | ------------- |
| 1991 | 12.650        |
| 2001 | 12.997        |

## Geografie
Locri grenst aan de volgende gemeenten: Antonimina, Gerace, Portigliola, Siderno.

## Archeologische vondsten bij Locri

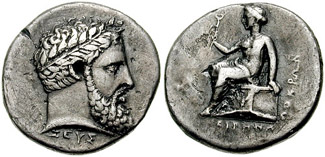
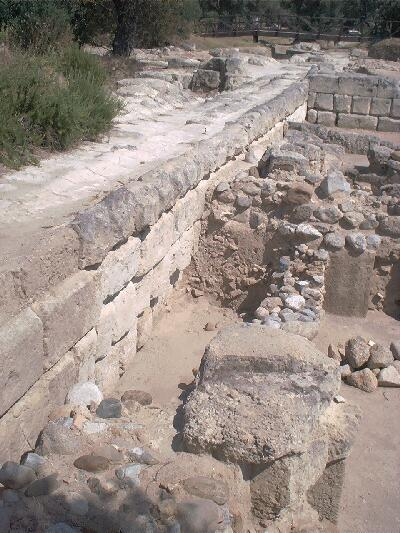
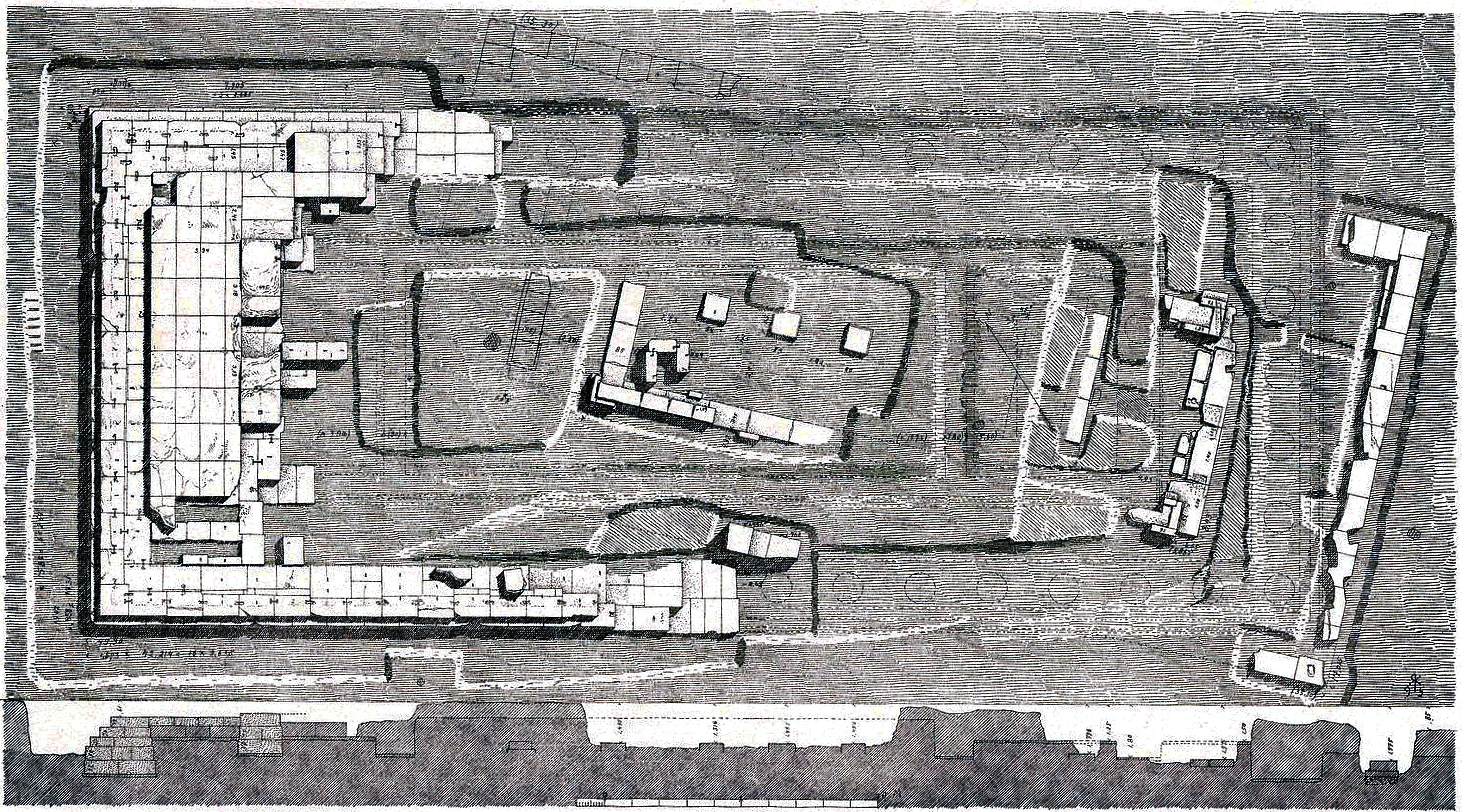
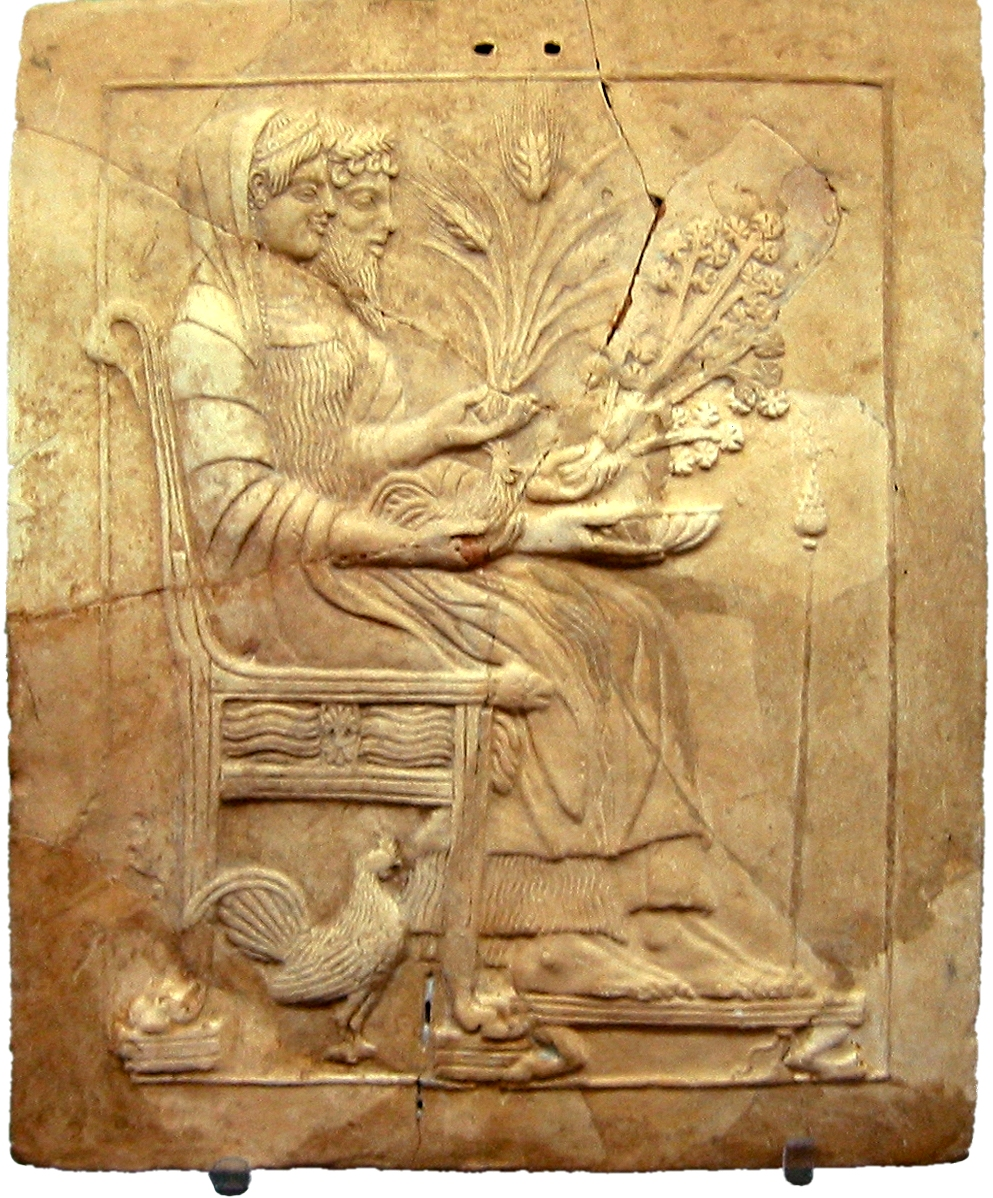

In de 7e eeuw v.Chr. werd Locri gesticht door kolonisten afkomstig uit Lokris in Griekenland. Locri werd aldus deel van Groot-Griekenland. De naam in het Oudgrieks is Λοκροὶ Επιζεφύριοι of Lokroi Epizephyrioi en in het Latijn Locri Epizefiri.

## Geboren
- Eunomus van Locri, Oud-Grieks luitspeler
- Timaeus van Locri, Oud-Grieks filosoof
- Antonio Satriano (2003), voetballer